# An Hưng, An Lão (Bình Định)
An Hưng là một xã thuộc huyện An Lão, tỉnh Bình Định, Việt Nam.
Xã An Hưng có diện tích 65,95 km², dân số năm 2007 là 699 người, mật độ dân số đạt 11 người/km².

## Hành chính
Xã An Hưng được chia thành 5 thôn: 1, 2, 3, 4, 5.